# Szily Géza
Szily Géza László (Tolna, 1938. szeptember 1. –) Munkácsy-díjas magyar festőművész, egyetemi tanár.

## Életpályája
Régi magyar nemesi családból származik. Szülei Szily László és Gyikos Mária voltak. 1961–1966 között az Iparművészeti Főiskola diákja volt festő szakon, ahol Jakuba János, Ridovics László és Z. Gács György voltak a mesterei. 1987 óta a szombathelyi Berzsenyi Dániel Tanárképző Főiskola rajz tanszékén oktat, 1988 óta főiskolai docens, 1993 óta főiskolai tanár, 1994-től tanszékvezető.

## Magánélete
1968–1997 között Simsay Ildikó festőművész volt a felesége. Két gyermekük született: László (1970) újságíró, Sarolta (1974) filmoperatőr, világítástervező.

## Kiállításai

### Egyéni
- 1971 Szekszárd
- 1972 Budapest
- 1979, 1995 Szolnok
- 1982 Hamburg, Kölesd
- 1988 Eger
- 1989 Pécs
- 1996 Szombathely

### Csoportos
- 1981 London
- 1984 Szolnok
- 1985, 1993, 1998-1999, 2007 Budapest
- 1986, 1990–1994 Eger
- 1987 Szekszárd
- 1994 Dublin
- 2000-2001 Kecskemét

## Művei
- Csendélet (Lovasok) (1972)
- Hegedűs csendélet (1972)
- Cikói kirándulás (1974)
- Kis kastély késő délután (1975)
- Márianosztra (1980)
- Fekete angyal (1981)
- Zsilip este (1982)
- Handabandázók (1988)
- Stern-einfall (1995)
- Tolna I.-II. (1998)
- Főpapi szertartás Esztergomban II. (1999)
- Lovasok (2000)
- Főpapi szertartás Esztergomban (2001)
- Délutáni sülthal a fajszi révben (2001)
- Kakasok (2002)
- Állatmese (2003)
- Állatmese 2. (2003)
- Mintás szobában (2004)
- Portré belgrádi zsákon (2004)
- Királynő és családja II.-III. (2004)
- Minden napra egy tojás (2005)
- Csirkepaprikás (2005)
- Cicerélő (2005)
- Udvarom, udvarom (2005)
- Pipihús (2005)

## Társasági tagság
- Folyamat Társaság

## Díjai
- A szolnoki festészeti triennálé első díja (1984)
- Az egri akvarellbiennálé fődíja (1986)
- Az országos tájképbiennálé aranydiplomája (1986)
- A kortárs tavaszi tárlat díja (1995)